# Armata del Trans-Mississippi
L'Armata del Trans-Mississippi fu un’importante unità confederata dipendente dal Dipartimento del Trans-Mississippi durante la guerra civile americana.
Fu l'ultimo grande comando confederato ad arrendersi, sottomettendosi il 26 maggio 1865, esattamente un mese dopo la resa del generale Joseph Eggleston Johnston negli Stati Uniti orientali.

Bandiera dell’Armata del Trans-Mississippi